# Jennifer Granholm
Jennifer Mulhern Granholm (ur. 5 lutego 1959 w Vancouver) – amerykańska polityk kanadyjskiego pochodzenia, członkini Partii Demokratycznej. Gubernator stanu Michigan w latach 2003–2011, sekretarz energii Stanów Zjednoczonych w latach 2021–2025.

## Życiorys
Urodziła się w Kanadzie, ale już jako czteroletnie dziecko przeniosła się z rodziną do Kalifornii. W młodym wieku bez powodzenia próbowała swoich sił w aktorstwie, pracowała też jako przewodniczka w parkach rozrywki. W 1980 roku otrzymała obywatelstwo USA. W 1984 ukończyła studia na University of California w Berkeley, uzyskując podwójny licencjat: z nauk politycznych i filologii francuskiej. Następnie zdobyła doktorat z prawa na Uniwersytecie Harvarda. W 1991 została mianowana jedną z prokuratorów w prokuraturze federalnej dla Wschodniego Michigan (z siedzibą w Detroit). W 1995 objęła funkcję głównego radcy prawnego hrabstwa Wayne.
W 1998, jako pierwsza w historii kobieta, wygrała wybory na prokuratora generalnego Michigan. W 2002 wygrała wybory gubernatorskie, dzięki czemu z początkiem 2003 roku została pierwszą kobietą-gubernatorem w dziejach Michigan. W 2006 uzyskała reelekcję na to stanowisko. Zgodnie z prawem stanowym, nie mogła ubiegać się o trzecią kadencję z rzędu i zakończyła urzędowanie 1 stycznia 2011.
W czasie kampanii wyborczej przed wyborami prezydenckimi w 2008 roku Granholm była „sparingpartnerką” kandydata na wiceprezydenta, Joe Bidena, gdy ten przygotowywał się do debat wiceprezydenckich z Sarą Palin.
17 grudnia 2020 Joe Biden nominował Jennifer Granholm na stanowisko sekretarz energii Stanów Zjednoczonych. 25 lutego 2021 Senat Stanów Zjednoczonych stosunkiem głosów 64–35  zatwierdził nominację Granholm na to stanowisko. Tego samego dnia została zaprzysiężona.

## Życie prywatne
Od 1986 jest żoną Daniela Mulherna, z którym ma troje dzieci.

## Odznaczenia
- Order Gwiazdy Polarnej (Szwecja, 2010)[19][20]
- Order Księżnej Olgi I klasy (Ukraina, 2024)[21]